# Ceque
Le système de ceque (du quechua: siq'i  qui signifie ligne) était une série de voies rituelles menant de Cuzco au reste de l'empire inca, qui servaient à organiser les sanctuaires ou huacas environnants. 
Les ceques constituaient un système spatial religieux complexe, qui donnait à la capitale de Tahuantinsuyo un caractère éminemment sacré.  
C'étaient des vecteurs qui émanant du temple du soleil à Cuzco, le Coricancha irradiaient vers les lieux saints dans tout l'Empire Inca. Les lignes étaient étroitement liées non seulement à la géographie et à la géométrie, mais aussi à l'astronomie et à l'environnement social, puisque chaque huaca était lié à la représentation des différents peuples andins, aux corps célestes, ainsi qu'aux groupes sociaux. La plupart des ceques étaient des lignes associées aux pèlerinages. 

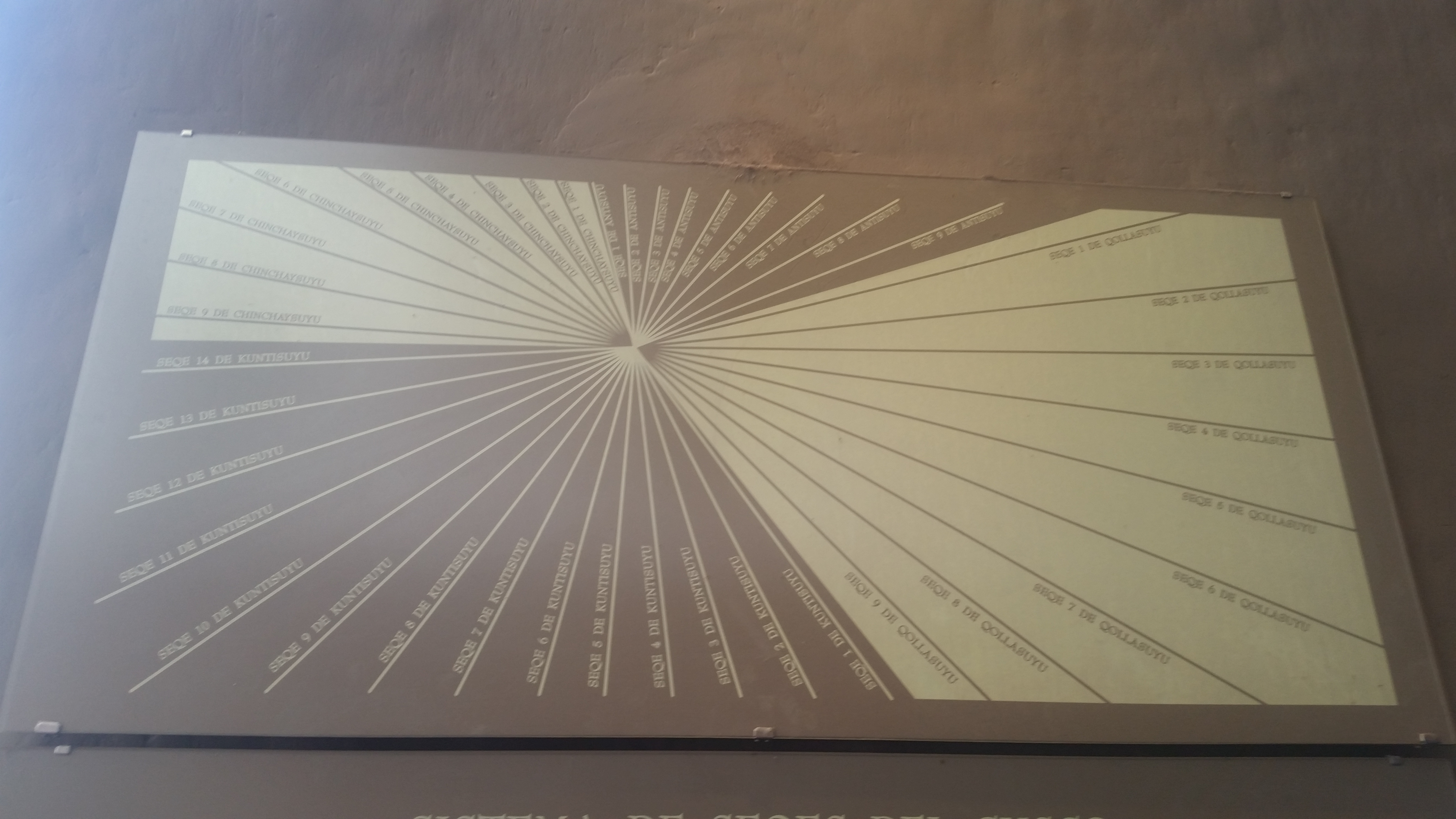
Graphique du musée du Coricancha expliquant le système inca des huacas et des ceques.

## Organisation
Le Sapa Inca Pachacutec avait divisé son empire en quatre régions appelées suyus et donc le nom de l'empire en langue quechua était Tawantinsuyu (ou Tahuantinsuyo), ce qui signifie « quatre parties ensemble ». 

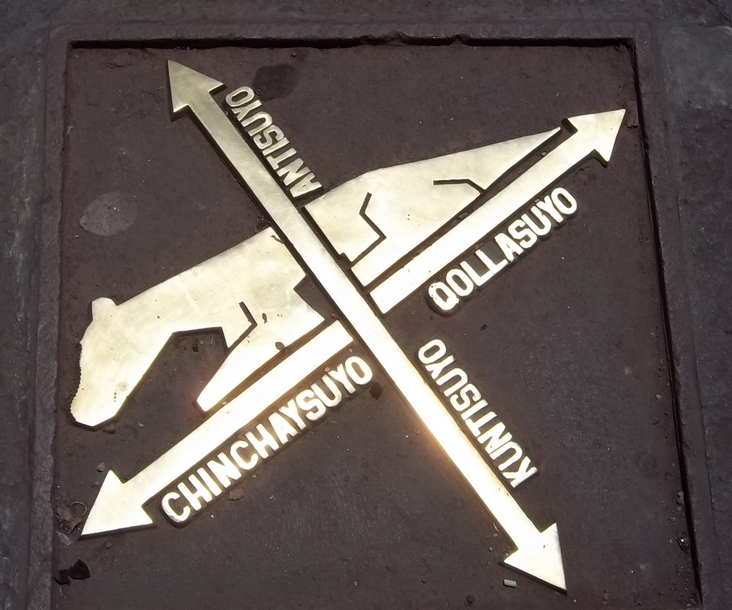
La ville de Cuzco - en forme de Puma - et les 4 suyus.

Cuzco, la capitale, était le centre et le point de rencontre de ces quatre sections, qui convergeaient vers Coricancha, le temple du Soleil. 
Cuzco était divisé en deux quartiers, Hanansaya au nord et Hurinsaya au sud. De chaque quartier partaient des routes royales menant à deux des quatre suyus. Hanansaya menait à Chinchay Suyu au nord-ouest et à Anti Suyu au nord-est, tandis que Hurinsaya était l'origine des routes vers Qulla Suyu au sud-est et à Kunti Suyu au sud-ouest.
Selon les informations de Polo de Ondegardo (es) et du père Bernabé Cobo, chaque région contenait 9 ceques, à l'exception du Kunti Suyu, qui en comptait 14 ou 15. Ainsi, un total de 41 ou 42 voies identifiées rayonnaient du temple du soleil à Cuzco, menant à des sanctuaires ou huacas importants sur le plan religieux et cérémoniel.
L'officier espagnol Polo de Ondegardo a décrit le système topographique des ceques dans un rapport La relation des sanctuaires des Indiens avec les 4 ceques (1561).
Ce système d'organisation ressemblait à un grand quipu qui, avec ses cordes et ses nœuds, couvrait toute la ville.

### Les ceques

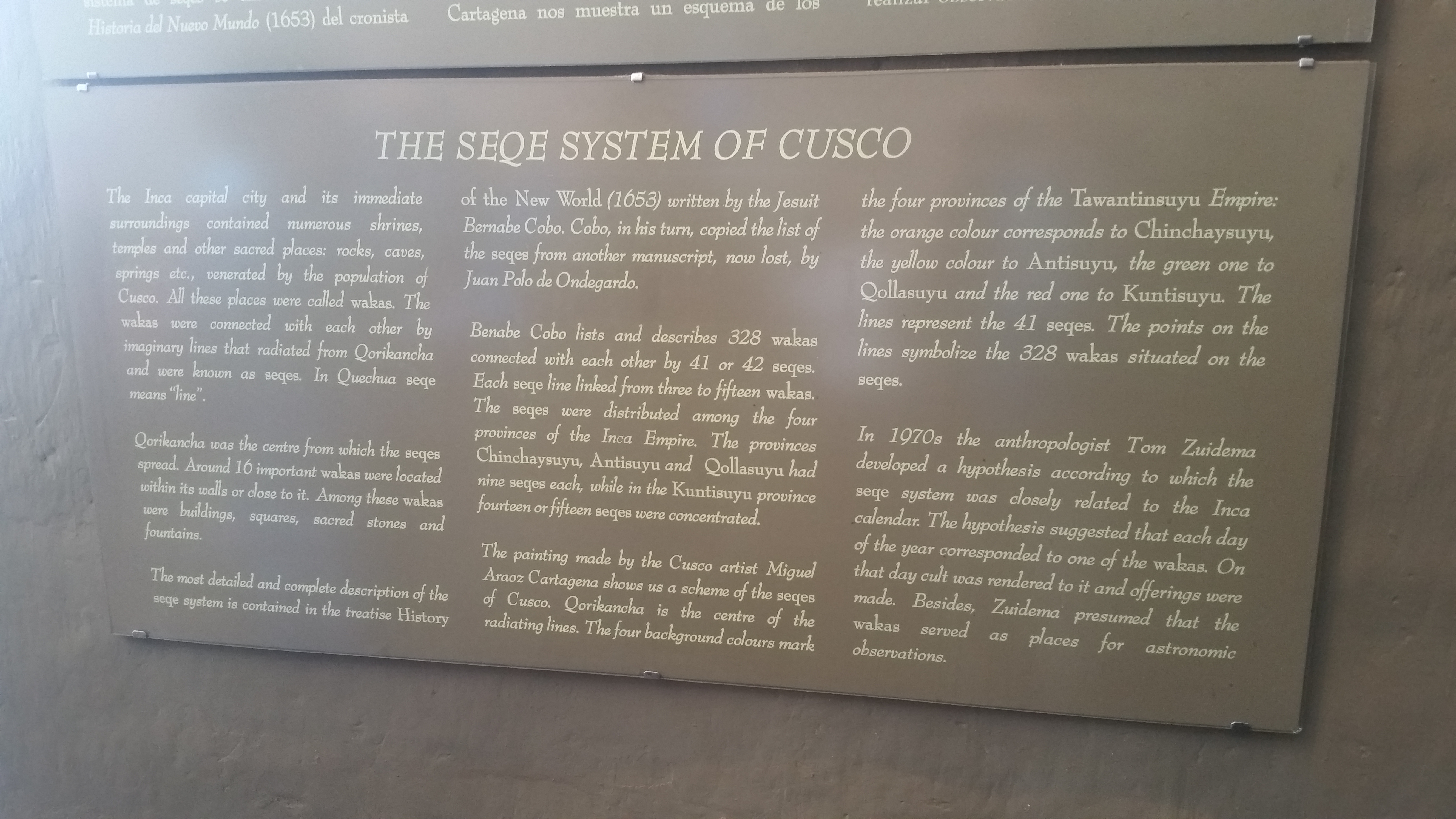
Panneau du musée du Coricancha expliquant le système des ceques.

Les lignes ceques issues du Coricancha suivent des itinéraires relativement rectilignes, jusqu'aux confins des terres conquises par Pachacutec. Quatre des lignes correspondent à quatre branches principales du réseau routier inca le Qhapaq Ñan .   
Chaque ceque était tracé vers un peuple particulier, mais l'itinéraire était surtout déterminé par les huacas à relier le long de son chemin. C'est l'emplacement des huacas qui semble dicter le dessin de la ligne ceque et non l'inverse. Les ceques peuvent être relativement droits ou avoir des segments qui sont droits, mais les chemins tournent ou zigzaguent fréquemment,, cependant, les ceques ne se croisent généralement pas.  
On pense également que ces lignes montrent l'organisation sociale et politique de Cuzco, en particulier les groupes incas et non incas et sont les frontières des territoires de chaque ayllu. Les ceques suivent souvent des ruisseaux ou des canaux, qui étaient des marqueurs naturels des zones irriguées.

### Huacas
Les huacas étaient des lieux d'importance cérémonielle, rituelle ou religieuse disposés le long des sentiers ceques. Bernabé Cobo en compte  environ 350 au total. Certains huacas étaient des éléments naturels, tels que des sources, des rochers ou des grottes, tandis que d'autres étaient des éléments artificiels tels que des bâtiments, des fontaines ou des canaux, un repère astronomique ou la tombe d'un personnage vénéré, pouvait aussi être un huaca. 

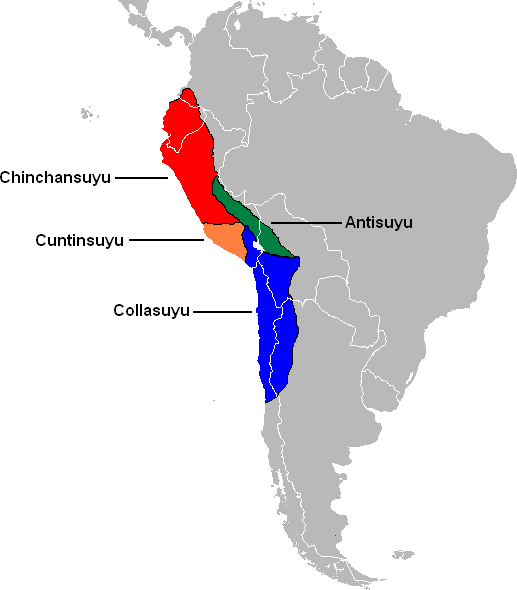
Découpage de l'empire inca.

Le nombre de huacas sur chaque ligne variait, typiquement de 3 à 13 ou plus par ceque.  
Certaines personnes appartenant à des groupes familiaux spécifiques ont été désignées comme gardiennes de chaque huaca. Le culte de chacun des huacas était responsable de ce groupe social et devait être pratiqué selon un calendrier rituel. 
Enfin, certains huacas étaient des observatoires astronomiques orientés dans la direction de points précis à l'horizon, avec lesquels les Incas enregistraient le lever et le coucher du soleil et d'autres étoiles.

### Lignes et rituels Siq'i
Certains aspects du système ceque restent flous. R. Tom Zuidema (en) a émis l'hypothèse que les huacas pourraient être liés à la compréhension inca de l'astronomie. 
Les Incas suivaient un calendrier lunaire synodique (le temps était mesuré en phases de la Lune). Ils observaient des rituels calendaires périodiques célébrant des événements tels que les solstices et différents centres ont été utilisés pour différents événements astronomiques.
En prolongement de cette théorie, Zuidema a proposé que chacun des 328 huacas puisse représenter un jour dans l'année, le temps pour la Lune d'effectuer 12 révolutions et que certains des ceques étaient utilisés pour les lignes de visée astronomiques,

## Définition
Dans le premier dictionnaire de la langue quechua (Diego González Holguín (es), 1608), on trouve le mot Ceque  comme racine de nombreux termes :
- Ceqque ou ceques : Frontière.
- Ceqqueni ou Cequeni : Respectez la ligne, délimitez.
- Ceqquena : Un outil pour tracé les lignes.
- Ceqquescca ou Cequescca : Les lignes (qui concerne)
- Cequercarini : Parcourir beaucoup de lignes.
- Apu Allpa Tupuk ou apu cequek : Celui qui mesure la terre ou les parts de chaque communauté.
- Muyu ceque : Circonférence d'un cercle.